# 渡邉眞作
渡邉　眞作（わたなべ しんさく、1938年<昭和13年> - 2015年<平成27年>）は日本の洋画家。

## 経歴・人物
1938年（昭和13年）に大阪市船場の商家に生まれる。幼いころから漫画を書くのが好きな子供だった。太平洋戦争が始まると、母親に連れられて朝鮮半島に親戚を頼って避難し、戦後に帰国する。
高校時代には漫画家を夢見たが、美術大学の進学を提案され、京都市立美術大学（現：京都市立芸術大学）の西洋画科に入学する。
大学入学後は、西洋美術に没頭し、油絵を多く描く。
眞作は美術大学卒業後ヤマトマネキンに就職し、マネキン造形を手がけるようになる。のち数年で退社。京都にて染織工房を始め、ロウケツ染めを行う。1975年（昭和50年）に工房を東大阪に移転した。